# Hans Collaert
Pour les articles homonymes, voir Collaert.

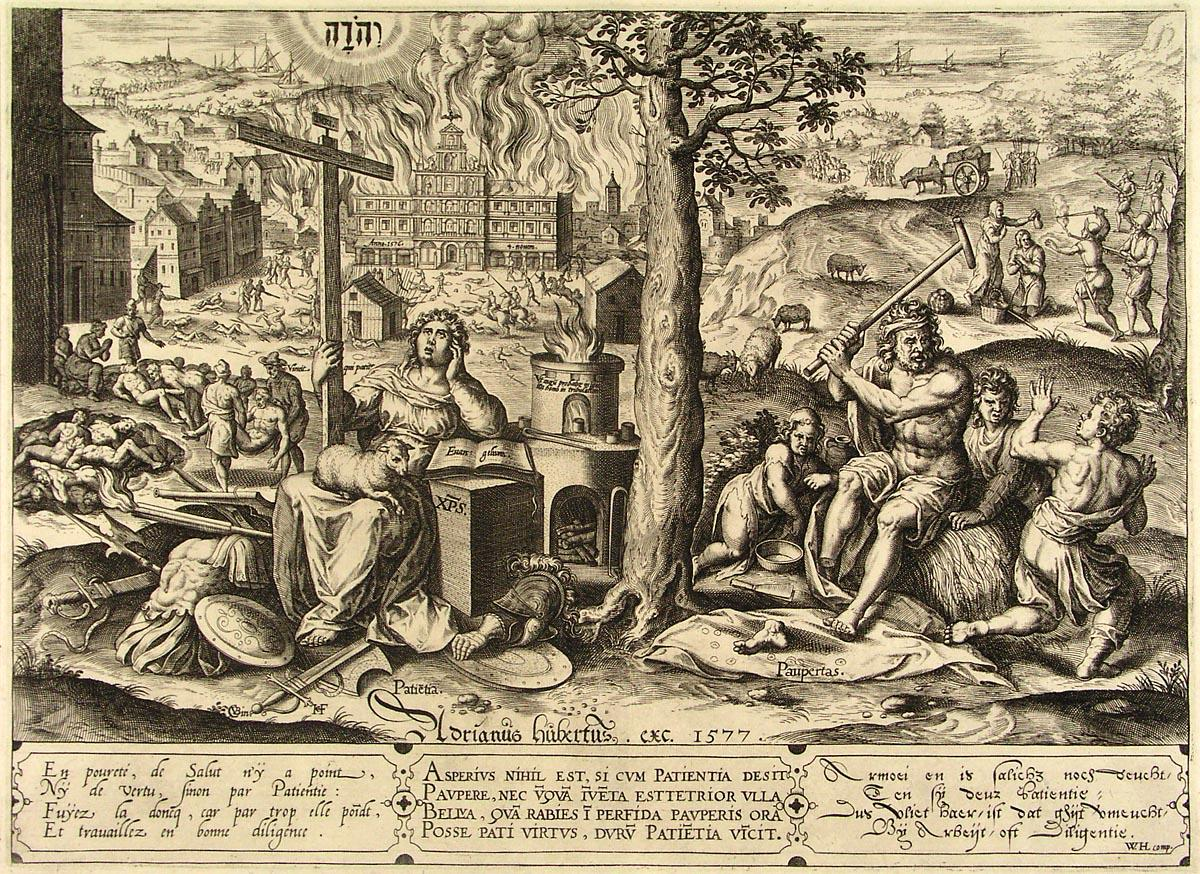
La Furie espagnole, gravure de Hans Collarts, 1576

Hans Collaert, connu aussi sous le nom de Jan (I) Collaert ou Hans (I) Collaert (Anvers, v. 1520 - Bruxelles, 1567), est un dessinateur et graveur flamand.

## Biographie

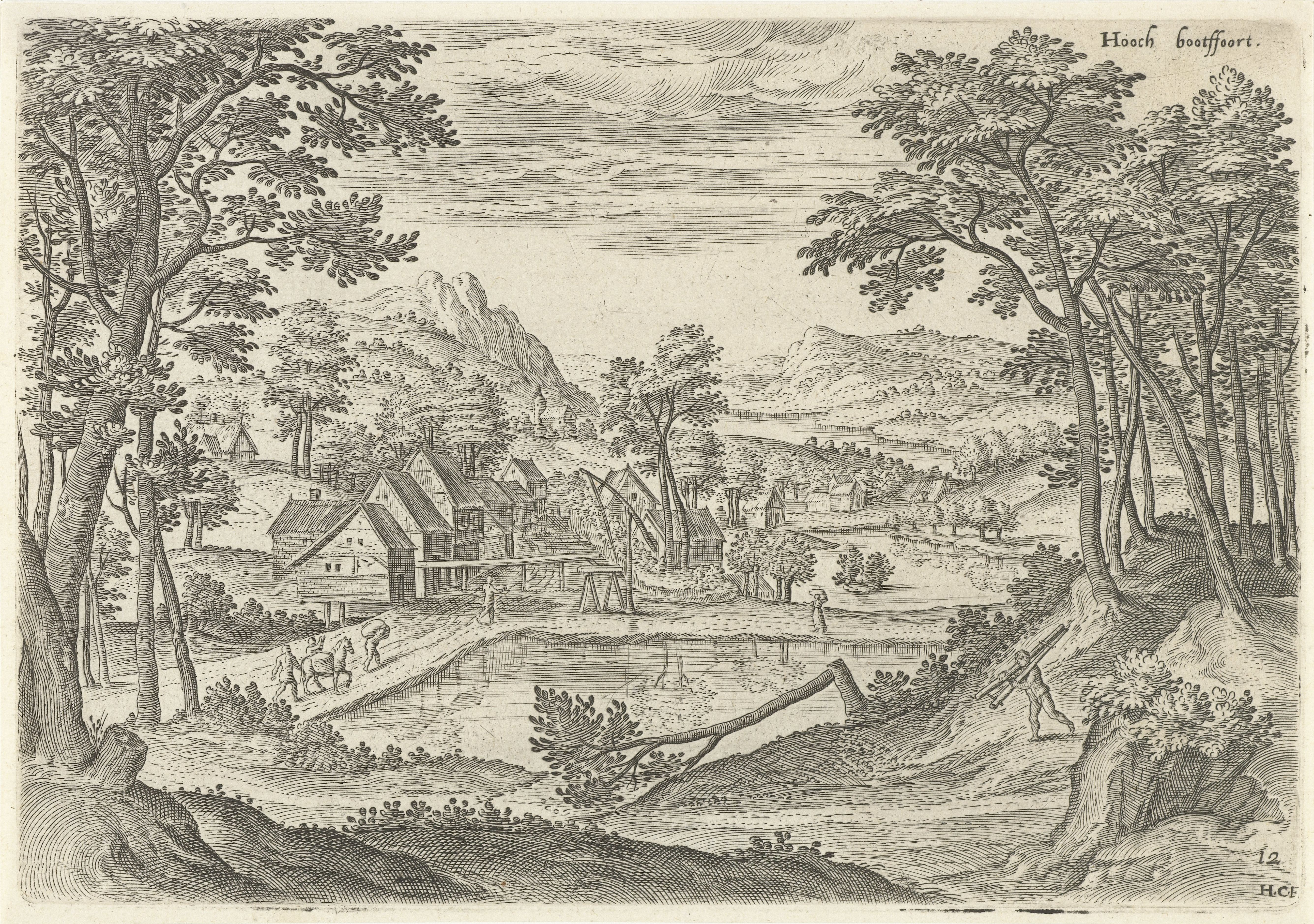
Vue n°12 des environs de Bruxelles

Hans Collaert est le premier d'une famille de graveurs d'Anvers des XVIe et XVIIe siècles. Il est le fils d'un concepteur de tapis Jannen Collaert avec lequel il travaille quelques années pour préparer des dessins de verriers, tapisseries, broderies et bijoux. Hans Collaert est actif à Bruxelles entre 1530 et 1560 puis à Anvers entre 1560 et 1580. 
Sa première gravure est imprimée par Jérôme Cock en 1555. Collaert et sa femme Anna van der Heyden ont quatre enfants dont deux deviennent graveurs : Adriaen (vers 1560-1618) et Jan (II) (vers 1561-1620). Deux de ses petits-fils sont devenus également graveurs. Les deux frères Jan et Adriaen Collaert associent leurs ateliers à celui de Philippe Galle dont ils épousent les filles.  
Hans Collaert signe parfois avec le monogramme H. C. F. composé d'un H. joint à un F. avec un petit C au milieu de l'H. pour Hans Collaert fecit,.   
Il a pour élèves Babara van den Broeck fille de Crispin van den Broeck et Herman Coblent dont les gravures sont si soignées et si ressemblantes aux siennes qu'elles sont souvent confondues.

## Œuvres

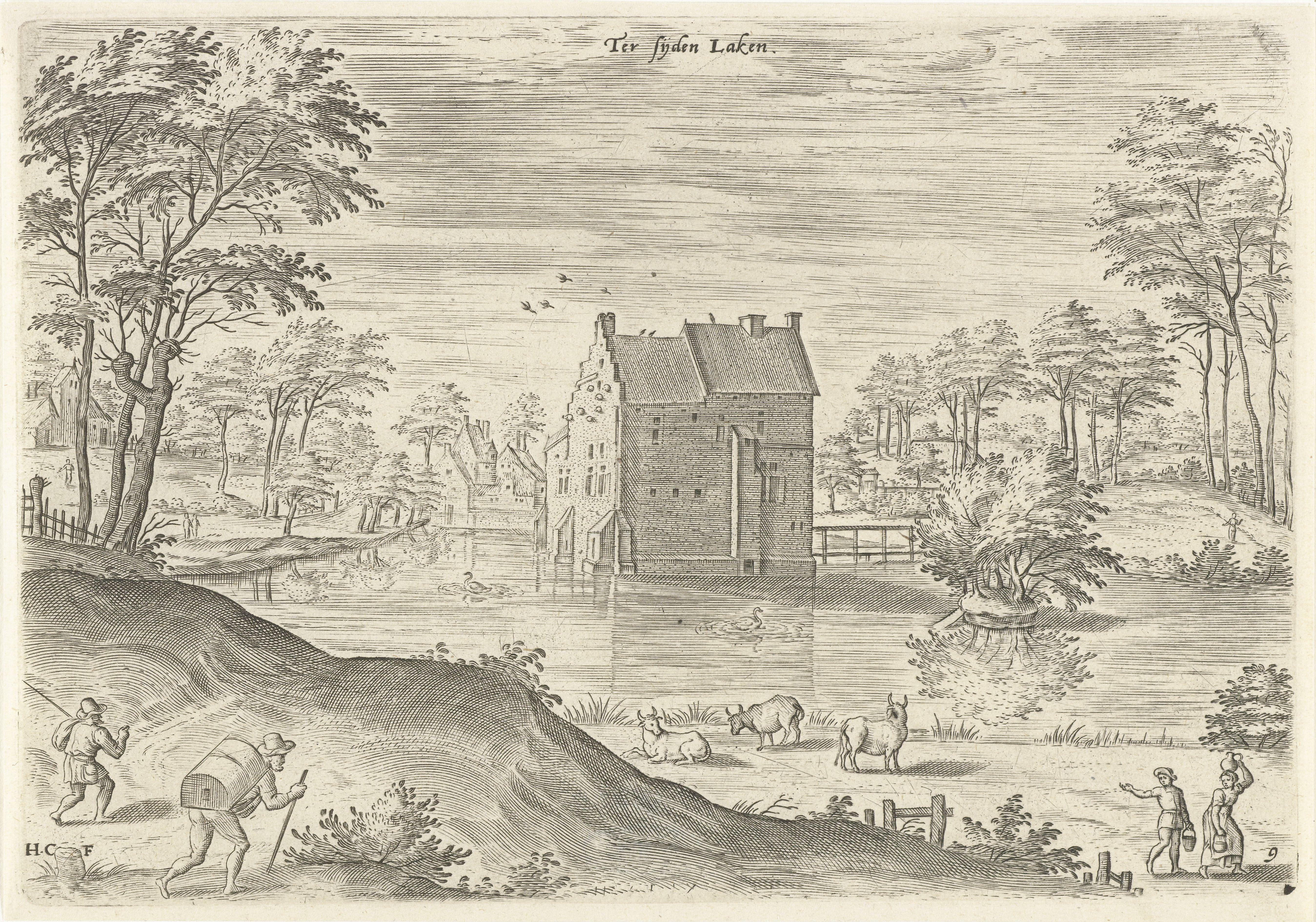
Vue n°9 des environs de Bruxelles (le lac Coensborg)

La dynastie Collaert a laissé de nombreux ouvrages dont la signature n'est pas toujours certaine. 
Les plus recherchés sont l'Annonciation, Isaac, Samson, Les Bergers, La Vie de Saint-François ou le Saint-Jean-Baptiste. 
Pour Hans (I) Collaert les gravures les plus connues sont :
- L'Extrême-Onction, dessin avec le monogramme Hansc attribué à Jan Collaert (I) peut être Pieter de Jode l'Ancien[7]
- Orphée et les neuf Muses, gravure, Musée Herzog Anton Ulrich[8]
- Frise avec Oiseaux et Fleurs, Museum of Fine Arts, Boston (Massachusetts)[9]
- Vénus et Cupidon, gravure, Achenbach Foundation for graphic Arts, Fine Arts Museums of San Francisco[10]
- The Shunammite Woman Riding out to Elisha, gravure , 1579, d'après Maarten de Vos,  Achenbach Foundation for graphic Arts[11]
- Dessins pour bijoux, 1582, National Gallery of Art, Washington[12]
- La Religieuse Amoureuse entre l'Abbé et le Moine, vers 1560, National Gallery of Art, Washington [13]
- Pictura Poetica, suite de 7 gravures sur cuivre signées avec le monogramme HC, XVIème[14]
- Vues des environs de Bruxelles, 24 gravures au burin éditées par Hans van Luyck, 1575-1580, Maison du Roi, Bruxelles[15]
- The Life of the Virgin, gravure d'après Crispin van den Broeck, 1576, British Museum[16].
- Les Vertus - La Justice, Hans Collaert, d'après Lambert Lombard, burin, 1557, Musée Wittert, Liège, inv. 11401[17]